# Maghadena ingridae
Maghadena ingridae är en fjärilsart som beskrevs av François Louis Nompar de Caumont de Laporte 1977. Maghadena ingridae ingår i släktet Maghadena och familjen nattflyn. Inga underarter finns listade i Catalogue of Life.